# Manet Harrison Fowler
Manet Harrison Fowler (30 de agosto de 1895 - febrero de 1976) fue una música estadounidense, soprano dramática, artista, entrenadora de voz, profesora de piano, directora, educadora musical y partera. Fue una niña prodigio, dando recitales de piano a la edad de seis años. Nacida en Fort Worth, Texas, fundó la Escuela Mwalimu para el desarrollo de la música africana y el arte creativo en 1928 y se mudó a la ciudad de Nueva York durante el Renacimiento de Harlem. Fue presidenta de la Asociación de Músicos Negros de Texas (TANM), la primera rama estatal de la Asociación Nacional de Músicos Negros.

## Biografía
Minnia (posteriormente rebautizada como "Manet") Helen Harrison nació en Fort Worth, Texas, hija de los nativos de Luisiana Taylor Henry Harrison, un afroamericano, y Carrie Vickers Harrison, una criolla de ascendencia africana, francesa e irlandesa. Mostró talento para la música desde temprana edad, tocando el piano en la iglesia desde los seis años. Manet asistió al Instituto Tuskegee y se graduó en 1913. Continuó sus estudios en artes visuales en el Instituto de Arte de Chicago y en música en el  Colegio musical de Chicago y el Conservatorio Americano de música. Pintora conocida de su tiempo, también fue cantante de ópera actuando en todo el país como soprano dramática.

### Carrera
Fowler enseñó música en Prairie View State Normal and Industrial College, y dirigió un coro de iglesia en Fort Worth. Fue cofundadora de la Asociación de Músicos Negros de Texas en 1926, y sirvió en la junta de la Asociación Nacional de Músicos Negros, como presidenta del comité de becas, y editó su revista, The Negro Musician.
En 1928, fundó la escuela Mwalimu. Trasladó el programa Mwalimu a Harlem en 1932, donde (como el Centro Mwalimu para la cultura africana) se convirtió en una contribución al Renacimiento de Harlem. Figuras literarias como Carter G. Woodson enseñaron en Mwalimu en Harlem. La escuela también ofreció una cocina comunitaria, una biblioteca de obras de autores negros y lecciones desde culturismo hasta religión comparada. El Coro del Festival de Mwalimu de la escuela se presentó a menudo en Nueva York y realizó grabaciones bajo la dirección de Fowler; Alain LeRoy Locke los llamó "uno de los grupos corales negros destacados en competencia técnica".
En 1930, un concurso que Fowler escribió, produjo y dirigió, The Voice, fue presentado por más de 2000 miembros del elenco en la Convención Bautista Nacional en Chicago. También escribió Up From Slavery y otra pieza musical, African Suite. Varias pinturas de Manet Harrison Fowler se encuentran en el Museo Juneteenth en Fort Worth. Un retrato que pintó de su hija Manet Helen Fowler está en la colección permanente de la galería de Arte de la Universidad de Yale.
En 1972, Fowler fue honrada junto a Duke Ellington, Ramsey Lewis, Everett Lee y Margaret Rosezarian Harris en la cena anual de premiación en el Waldorf Astoria, Nueva York, de la Asociación Nacional de Músicos Negros.

### Vida personal
Manet Harrison se casó con el también educador Stephen Hamilton Fowler en 1915. Tuvieron cinco hijos, entre ellos Manet Helen Fowler, la primera mujer afroamericana en obtener un doctorado en antropología cultural en los Estados Unidos y George H. Fowler, ex comisionado de la División de Derechos Humanos del Estado de Nueva York y el primer afroamericano nombrado en un rango de gabinete por el gobernador Nelson Rockefeller. Manet Harrison Fowler enviudó en 1965, y murió en 1976, a la edad de 80 años, en Nueva York. Los artículos de Manet Harrison Fowler y Manet Helen Fowler se archivan juntos en la Biblioteca Beinecke de la Universidad de Yale. Otra colección de sus trabajos se encuentra en la Universidad Emory.